# Shame for You
"Shame for You" là bài hát của nữ nghệ sĩ người Anh Lily Allen từ album phòng thu đầu tay của cô, Alright, Still. Bài hát được sáng tác bởi Allen và Blair MacKichan, sử dụng nhạc bài hát "Loving You" của Jackie Mittoo. Nó được phát hành làm mặt B của đĩa đơn thứ tư "Alfie" bởi hãng thu âm Regal Recordings ngày 5 tháng 3 năm 2007, chỉ riêng ở Anh.
Không có video âm nhạc chính thức cho bài hát, chỉ có phần trình diễn trực tiếp của Allen trong tour diễn của cô.

## Thông tin
"Shame For You" là một bài hát với phong cách nhạc jazz, kết hợp với funk và ska. Bài hát được viết ở nhịp C, giọng La thứ. Bài hát có tempo 80 nhịp/phút, nhạc nền có sử dụng tiếng piano và ghita. "Shame for You" có sử dụng nhạc nền từ bài hát "Loving You" từ album Evening Time của Jackie Mittoo.

"Shame for You" đã được biểu diễn trực tiếp trong chuyến lưu diễn năm 2007 của Allen có tên Still, Alright, chuyến lưu diễn nhằm quảng bá cho album Alright, Still.

## Danh sách bài hát và định dạng
| CD đĩa đơn 1. "Shame for You" 2. "Alfie" Đĩa 7" vinyl A. "Shame for You" B. "Alfie" (explicit) | Nhạc số 1. "Alfie" (explicit) 2. "Alfie" (CSS remix) 3. "Alfie" (trực tiếp tại Bush Hall) 4. "Shame for You" 5. "Shame for You" (trực tiếp tại Bush Hall) |

## Danh sách thực hiện
- Hát chính - Lily Allen
- Sáng tác - Lily Allen, Blair Mackichan
- Sản xuất - Blair Mackichan
- Hòa âm - Future Cut
- Hòa âm (trợ lý) - Dan Porter, Darren Lewis, Iyiola Babalola